# Cacophis churchilli
Espèce
Cacophis churchilli est une espèce de serpents de la famille des Elapidae.

## Répartition
Cette espèce est endémique du Queensland en Australie. Elle se rencontre de Mossman à Townsville.

## Publication originale
- Wells & Wellington, 1985 : A classification of the Amphibia and Reptilia of Australia. Australian Journal of Herpetology, Supplemental Series, vol. 1, p. 1-61 (texte intégral).